# Јадранко Станковић
Јадранко Станковић је југословенски басиста. Као басиста, свирао је у групама Формула 4 и Бијело дугме.
Живео је на просторима садашње Босне и Херцеговине, тачније у Сарајеву. Врста музике коју је свирао је рок са Бијелим дугметом и хард рок са Формулом 4. Највише времена провео је свирајући у групи Формула 4. Инструмент који је свирао је бас. 